# Hans Brüggemann

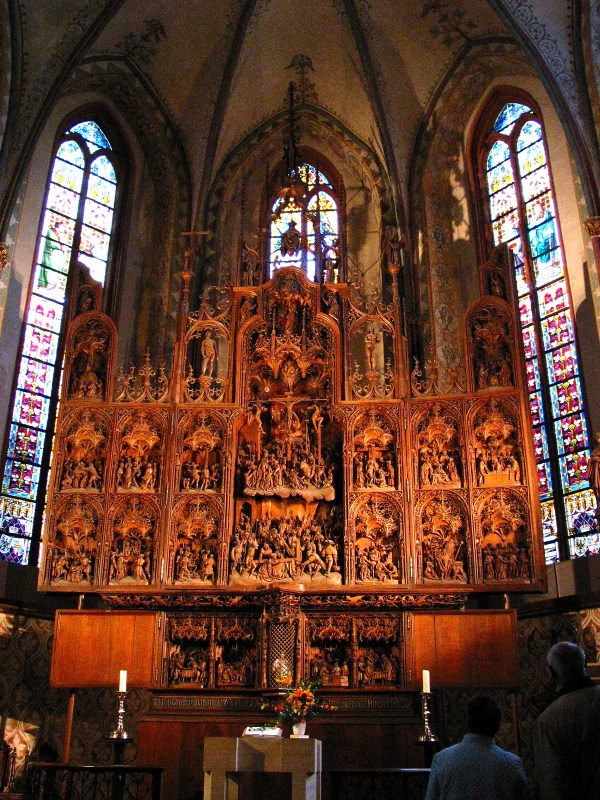
Bordesholmsaltaret i Schleswigs domkyrka.

Hans Brüggemann, född omkring 1480, död före 1547, var en nordtysk bildhuggare.
Han är nästan endast känd genom det stora, utomordentligt fint skurna altarflygelverket för Bordesholms kloster, nu i Schleswigs domkyrka, från 1521. Andra verks som tillskrivs Brüggemann är den stora S:t Georggruppen från Husum, nu på Nationalmuseet i Köpenhamn.